# Robert Hines (astronaute)
Pour le boxeur, voir Robert Hines.
Robert "Bob" Thomas "Farmer" Hines, Jr. (né le 11 janvier 1975) est un pilote de chasse américain et astronaute de la NASA.

## Formation
Robert Hines est né le 11 janvier 1975 à Fayetteville, en Caroline du Nord, de Lynne et Robert Hines Sr. Sa famille a déménagé à Mountain Top, en Pennsylvanie, où il a fréquenté le Crestwood High School. En 1989, il a assisté au United States Space Camp (en) à l'âge de 14 ans. Il est diplômé de l'université de Boston en 1997 avec un baccalauréat ès sciences en génie aérospatial,.

## Carrière militaire
En 1999, Hines est diplômé de l'Air Force Officer Training School (en) et a été nommé second lieutenant. Il a suivi une formation de pilote de premier cycle à la Columbus Air Force Base. Après sa formation de pilote, il était pilote instructeur sur le T-37 Tweet. Il s'est ensuite entraîné pour devenir pilote de F-15E Strike Eagle à la Seymour Johnson Air Force Base (en), avant une affectation à la RAF Lakenheath. À la RAF Lakenheath, il a été envoyé pour des opérations au Moyen-Orient. En 2008, Hines a fréquenté l'U.S. Air Force Test Pilot School, où il a obtenu une maîtrise ès sciences en ingénierie des essais en vol. Sa première affectation en tant que pilote d'essai a été à la Eglin Air Force Base, où il a testé le F-15C Eagle et le F-15E Strike Eagle, et s'est déployé en tant que pilote d'U-28. En 2010, Hines a obtenu sa maîtrise ès sciences en génie aérospatial à l'université de l'Alabama. Hines a rejoint les réserves de l'Armée de l'air au NAS JRB Fort Worth en 2011, où il a travaillé comme wing plans officer, ainsi que comme pilote d'essai du programme F-15E au 84e Escadron de test et d'évaluation à la base aérienne d'Eglin. Au cours de sa carrière, il a effectué 76 missions de combat et plus de 3500 heures de vol dans 41 avions.

## Carrière à la NASA

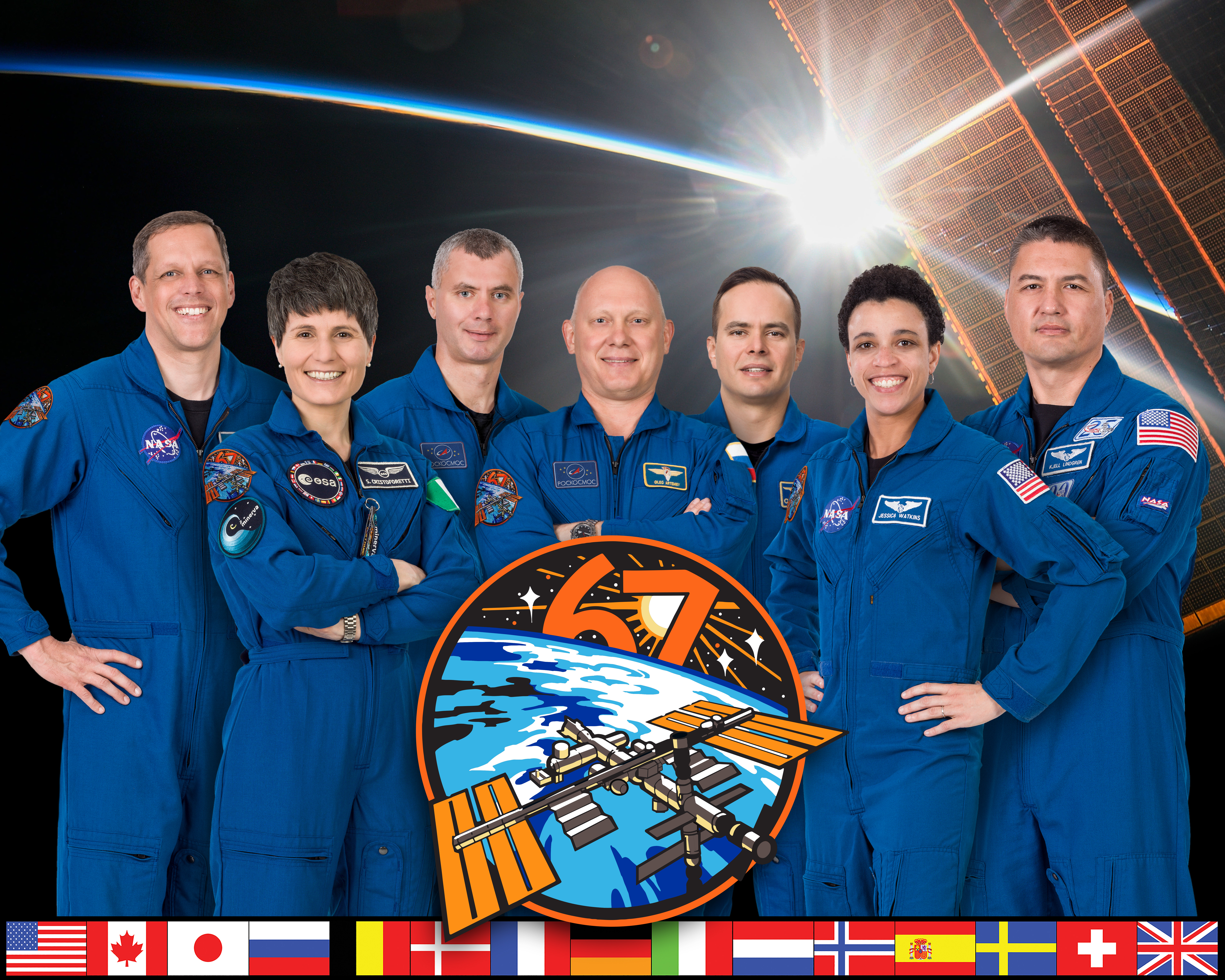
Portrait officiel des membres de l'équipage de l'expédition 67. De gauche à droite : Robert Hines, NASA; Samantha Cristoforetti, ESA; Denis Matveev, le commandant Oleg Artemyev et Sergueï Korsakov de Roscosmos; Jessica Watkins et Kjell Lindgren, NASA

Avant sa sélection comme astronaute, Hines a servi comme pilote d'essai au Johnson Space Center de la NASA, ainsi que pour la Federal Aviation Administration. En 2017, il a été sélectionné comme membre du groupe d'astronautes 22 de la NASA et a commencé sa formation de deux ans. Au moment de sa sélection, Hines était pilote de recherche pour la Division des opérations aériennes de la Direction des opérations aériennes de la NASA,.
En février 2021 il est désigné pilote de la mission SpaceX Crew-4. Il s'envole à bord de SpaceX Crew-4 le 27 avril 2022 vers la Station spatiale internationale en tant que membre de l'Expédition 67.

## Vie personnelle
Hines et sa femme, Kelli, ont trois enfants.

## Prix et distinctions
Au cours de sa carrière dans l'Air Force, Hines a reçu plusieurs prix, dont l'Air Medal, l'Aerial Achievement Medal, l'Iraq Campaign Medal, l'Afghanistan Campaign Medal et la Nuclear Deterrence Operations Service Medal. Il a reçu le U.S. Air Force Bobby Bond Memorial Aviator Award et le NASA Stuart Present Flight Achievement Award. Il est membre de la Society of Experimental Test Pilots et de l'American Institute of Aeronautics and Astronautics.